# Um Quadro de Rosas
Um quadro de rosas é um documentário realizado por Miguel Ribeiro e produzido em 2003 pela produtora independente Bookcase.

## Sinopse do filme
“As rosas não se explicam! ” 
Quem o diz é Emídio Aleixo. Pintor. Noctívago. Vegetariano. Fumador. “É uma pincelada única, intuitiva, sem estudos…” Entraremos no seu atelier, para acompanhar a pintura de um quadro de rosas. Oportunidade também para conhecer os seus gestos, a sua música, o seu trabalho, as suas histórias. O seu rosto, nunca.

## Mostras, festivais e prémios
- Café das Imagens, Videoteca de Lisboa, 2003

- Mostra de Vídeo Português, Videoteca de Lisboa, 2004

- XI Caminhos do Cinema Português , Coimbra, 2004

Prémio melhor documentário - categoria vídeo
- Art Festival at Palazzo Venezia – International Exhibition of Art films and Documentaries, Roma, 2004

- X Festival Internacional de Cinema e Vídeo de Ambiente da Serra da Estrela, Seia, 2004

- FIKE, Festival Internacional de Curtas-Metragens de Évora, 2004

- IMAGO, V Festival Internacional de Cinema e vídeo Jovem, Fundão, 2004

- Pärnu International Documentary and Anthropology Film Festival, Estónia, 2004

- Jovens Criadores 2004, Clube Português de Artes e Ideias, 2004

- 71st MIFED, - International Cinema and Multimedia Market, Milão, 2004

Prémio EMERGING EUROPEAN FILMMAKERS
- NOVIDAD Film Fest, Covilhã, 2004

Prémio melhor documentário
- IX Festival Internacional de Curtas-metragens de Teerão, 2004

- Jornadas  lugar d’arte- mostra de vídeo, cine-teatro Baltazar Dias, Funchal, 2005

- VI European Cinema Festival. Lecce, 2005

- XII Bienal de Jovens Criadores da Europa e do Mediterrâneo, Nápoles, 2005

- 1ª Mostra de Curtas Independentes de Santo Amaro da Boiça, 2006

- V Mostra Audiovisual "El Mes + Corto", Cáceres, Badajoz, Evora e Lisboa, 2006